# Норт-Лінденгерст (Нью-Йорк)
Норт-Лінденгерст (англ. North Lindenhurst) — переписна місцевість (CDP) в США, в окрузі Саффолк штату Нью-Йорк. Населення — 12 000 осіб (2020).

## Географія
Норт-Лінденгерст розташований за координатами 40°42′26″ пн. ш. 73°23′9″ зх. д. / 40.70722° пн. ш. 73.38583° зх. д. (40.707182, -73.385970).  За даними Бюро перепису населення США в 2010 році переписна місцевість мала площу 4,97 км², уся площа — суходіл.

## Демографія
Згідно з переписом 2010 року, у переписній місцевості мешкали 11 652 особи в 3787 домогосподарствах у складі 2884 родин. Густота населення становила 2344 особи/км².  Було 3898 помешкань (784/км²).
Расовий склад населення:
| - 81,5 % — білих - 5,1 % — чорних або афроамериканців - 3,1 % — азіатів - 0,3 % — корінних американців - 7,1 % — осіб інших рас |

До двох чи більше рас належало 2,8 %. Частка іспаномовних становила 19,3 % від усіх жителів.
За віковим діапазоном населення розподілялося таким чином: 23,7 % — особи молодші 18 років, 65,3 % — особи у віці 18—64 років, 11,0 % — особи у віці 65 років та старші. Медіана віку мешканця становила 38,0 року. На 100 осіб жіночої статі у переписній місцевості припадало 96,3 чоловіків;  на 100 жінок у віці від 18 років та старших — 93,2 чоловіків також старших 18 років.
Середній дохід на одне домашнє господарство  становив 85 960 доларів США (медіана — 70 799), а середній дохід на одну сім'ю — 93 660 доларів (медіана — 77 378). Медіана доходів становила 57 231 долар для чоловіків та 48 289 доларів для жінок. За межею бідності перебувало 9,0 % осіб, у тому числі 8,5 % дітей у віці до 18 років та 10,5 % осіб у віці 65 років та старших.
Цивільне працевлаштоване населення становило 5333 особи. Основні галузі зайнятості: освіта, охорона здоров'я та соціальна допомога — 26,0 %, роздрібна торгівля — 14,3 %, виробництво — 10,6 %, науковці, спеціалісти, менеджери — 10,2 %.